# Pauline Ducruet
Pauline Grace Maguy Ducruetová (* 4. května 1994, Monako) je monacká potápěčka, designérka a prostřednictvím své matky, princezny Stéphanie Monacké, neteř knížete Alberta II. Monackého.

## Mládí
Narodila se 4. května 1994 v Nemocničním centru kněžny Grace v La Colle v Monaku. Je druhým dítětem princezny Stéphanie Monacké a Daniela Ducrueta. Svatba jejích rodičů proběhla dne 1. července 1994. Konal se civilní obřad. Má staršího bratra (Louis) a tři nevlastní sourozence. Její nevlastní bratr Michael je synem Daniela Ducrueta a Martine Malbouvierové. Její nevlastní sestra, Camille Gottliebová, je dcerou princezny Stéphanie a Jean-Raymonda Gottlieba. Její druhá nevlastní sestra, Linoué Ducruetová, je dcerou Daniela Ducrueta a Kelly Marie Carly Lancien.

## Vzdělání
Francouzskou maturitu, literární sekci, získala v červenci 2011 z Lycée Prince Albert I de Monaco. V roce 2012 studovala na jazykové škole v Monaku.

## Kariéra
Po tři roky působila jako učednice stylistů na Istituto Marangoni v Paříži. V roce 2015 odešla studovat módní design do New Yorku; součástí jejích studií byla pětiměsíční stáž ve Vogue a šestiměsíční stáž v Louis Vuitton. Na Parsons The New School for Design, které studovala v letech 2015 až 2017, získala mimořádný titul v oboru módního designu.
V červnu 2017 uzavřela partnerství s Marií Zarco při zahájení Altered Designs, módní společnosti, kterou obě ženy propagují prostřednictvím Instagramu. V roce 2022 byla vybrána do Forbes 30 pod 30 v Monaku.

## Potápění
Ducruetová je soutěžní potápěčkou. V roce 2010 reprezentovala Monako na Mistrovství světa juniorů v potápění v německých Cáchách a v červenci 2010 soutěžila na Mistrovství Evropy juniorů v plavání ve finských Helsinkách. V srpnu 2010 byla součástí monacké delegace na Letních olympijských hrách mládeže 2010 v Singapuru.

### Soutěžní výsledky
- 6. místo v 1-metrovém odrazovém můstku na mezinárodním mítinku v Eindhovenu v Nizozemsku
- 5. místo na mistrovství 1-metrového odrazového můstku na France Winter Youth v Angers ve Francii
- 2. místo na mistrovství pro 1 a 3 metry na Francouzské letní škole mládeže ve Štrasburku
- 19. a 22. na mistrovství Evropy v Helsinkách
- finalistka můstku na 3 metry na 1. olympiádě mládeže v Singapuru (konečný výsledek: 12. místo z 13 potápěčů)
- 18. místo na mistrovství světa juniorů v potápění FINA
  - Skupina A dívky 1 m (16–18) – (úvod/čtvrtfinále) 21[13]
  - Skupina A dívky 3 m (16–18) – (úvod/čtvrtfinále) 29[13]

Dne 5. listopadu 2010 byla nominovaná jako „sportovec roku“ pro sezónu 2009–2010.

## Další zájmy
Mezi nejčasnější činnosti Pauline patří výcvik slonů v cirkuse Franca Knieho. V roce 2004 se věnovala gymnastice; její matka je předsedkyní monacké gymnastické federace.
V prosinci 2011 jí, podle princezny Stéphanie, Pauline pomáhala se všemi aspekty Mezinárodního cirkusového festivalu v Monte Carlu v roce 2012. Založila a předsedá porotě cirkusového festivalu „Nová generace“ v Monaku, konkrétně pro lidi do 20 let.

## Následnictví
Pauline je neteř monackého knížete Alberta II. a v současné době je 17. v linii následnictví monackého trůnu.